# Liste des communes de Sarre
Cet article recense la liste des communes de la Sarre, en Allemagne.

## Statistiques
Au 1er mai 2006, le Land de Sarre comprend 52 communes (Gemeinden en allemand). Elles se répartissent de la sorte :
- 17 villes (Städte), dont :
  - 6 Kreisstädte ;
  - 2 Mittelstädte ;
- 35 autres communes.

## Liste

### Kreisstädte
Les six communes suivantes sont également des Kreisstädte :
- Hombourg
- Merzig
- Neunkirchen
- Sarrebruck (capitale)
- Sarrelouis
- Saint-Wendel

### Mittelstädte
Les deux communes suivantes sont également des Mittelstädte :
- Saint-Ingbert
- Völklingen

### Städte
Les neuf communes suivantes ont également le statut de Städte (ville), sans être ni Kreisstädte, ni Mittelstädte :
- Bexbach
- Blieskastel
- Dillingen
- Friedrichsthal
- Ottweiler
- Püttlingen
- Sulzbach
- Völklingen
- Wadern

### Gemeinden
Les 37 communes suivantes sont simplement des Gemeinden :
- Beckingen
- Bous
- Ensdorf
- Eppelborn
- Freisen
- Gersheim
- Großrosseln
- Heusweiler
- Illingen
- Kirkel
- Kleinblittersdorf
- Lebach
- Losheim am See
- Mandelbachtal
- Marpingen
- Merchweiler
- Merzig
- Mettlach
- Nalbach
- Namborn
- Nohfelden
- Nonnweiler
- Oberthal
- Perl
- Quierschied
- Rehlingen-Siersburg
- Riegelsberg
- Sarrevailingue
- Schiffweiler
- Schmelz
- Schwalbach
- Spiesen-Elversberg
- Tholey
- Überherrn
- Vaudrevange
- Wadgassen
- Weiskirchen